# Teodozjusz (Marczenko)
Teodozjusz, imię świeckie Jewhen Łeonidowycz Marczenko (ur. 24 marca 1982 w Uljanowce) – biskup Ukraińskiego Kościoła Prawosławnego Patriarchatu Moskiewskiego.

## Życiorys
Urodził się w rodzinie lekarzy. Średnie wykształcenie uzyskał w rodzinnym mieście. W latach 1999–2006 studiował na Narodowym Uniwersytecie Medycznym w Kijowie, po czym odbył 6-letni staż w Narodowej Akademii Medycznej Kształcenia Podyplomowego.
W 2007 r. wstąpił do seminarium duchownego w Kijowie. Naukę kontynuował (od 2010 r.) w Kijowskiej Akademii Duchownej. Po uzyskaniu stopnia kandydata nauk teologicznych (2014) został wykładowcą seminaryjnym; jednocześnie nadzorował działalność służb medycznych kijowskich uczelni teologicznych.
15 marca 2012 r. złożył wieczyste śluby mnisze z imieniem Teodozjusz, ku czci św. Teodozjusza Czernihowskiego. Tydzień później został przez arcybiskupa boryspolskiego Antoniego wyświęcony na hierodiakona. 9 października tego samego roku otrzymał z rąk metropolity kijowskiego i całej Ukrainy Włodzimierza święcenia kapłańskie. 9 listopada 2015 r. został podniesiony do godności archimandryty, po czym zaczął pełnić posługę w eparchii niżyńskiej. 6 grudnia 2019 r. stanął na czele monasteru Zwiastowania w Niżynie.
Postanowieniem Świętego Synodu Ukraińskiego Kościoła Prawosławnego Patriarchatu Moskiewskiego, został 17 sierpnia 2020 r. wybrany biskupem ładańskim, wikariuszem eparchii niżyńskiej. Chirotonia odbyła się 27 sierpnia w soborze Zaśnięcia Matki Bożej w ławrze Peczerskiej, pod przewodnictwem metropolity kijowskiego i całej Ukrainy Onufrego.